# Massa critica (evento)
La massa critica (spesso chiamata col termine inglese critical mass) è un raduno di biciclette che, sfruttando la forza del numero (massa), invadono le strade normalmente usate dal traffico automobilistico. Se la massa è sufficiente (ovverosia critica), il traffico non ciclistico viene bloccato anche su strade di grande comunicazione, come viali a più corsie.
Nonostante questa descrizione, la massa critica è un fenomeno di difficile definizione, trattandosi di evento spontaneo privo di struttura organizzativa formalizzata. Il fenomeno si è sviluppato a partire da San Francisco, dove nel 1992 si svolse la prima critical mass, per diffondersi in molte grandi città. L'evento consiste in appuntamenti convenzionali ("coincidenze organizzate") di ciclisti che attraversano insieme tratti di percorso urbano in sella ai loro mezzi. La massa critica italiana ha adottato per prima la tradizione statunitense delle bici fantasma, per ricordare le vittime di incidenti stradali.

## Storia e organizzazione

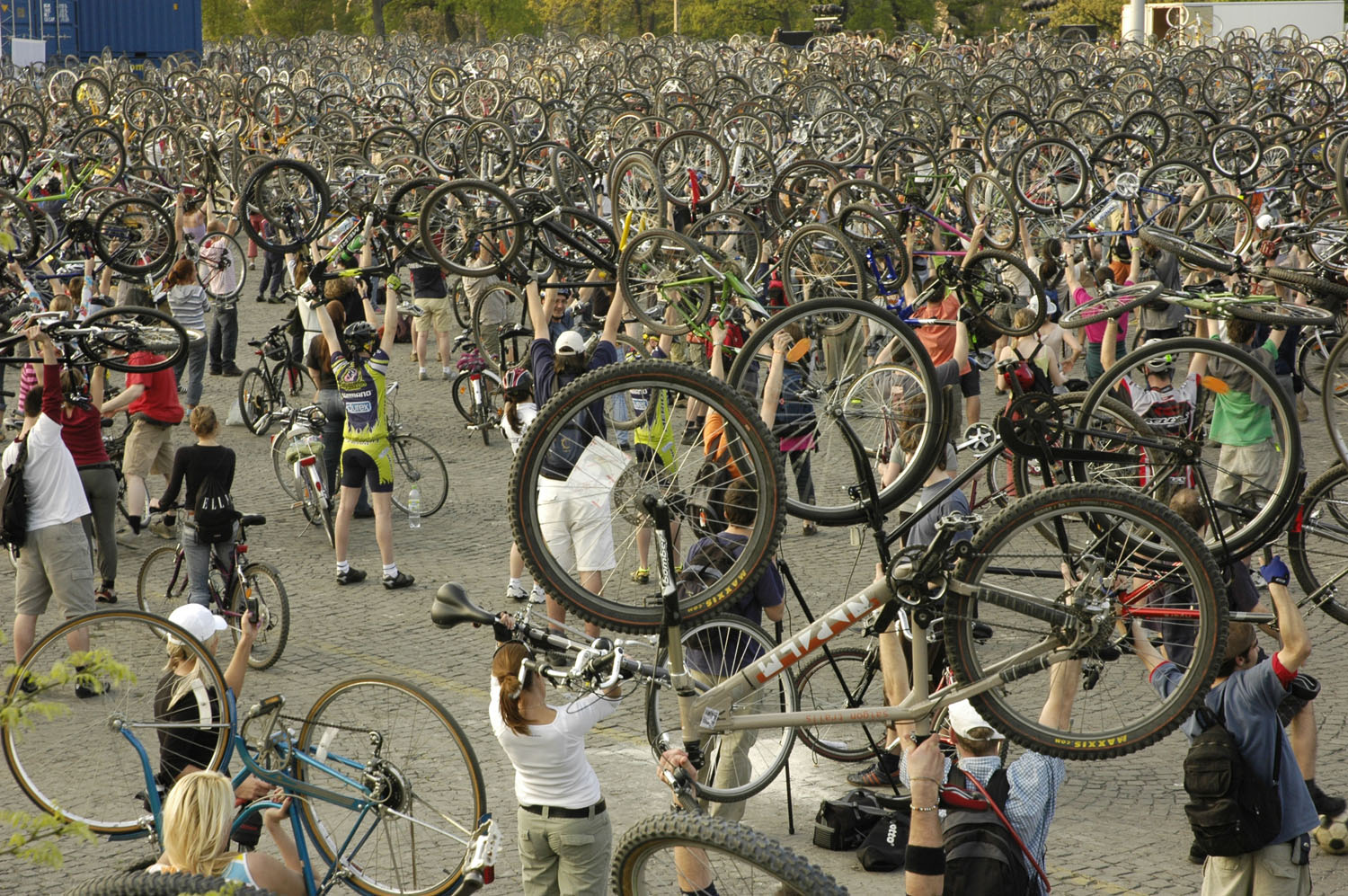
Massa critica a Budapest, 22 aprile 2006

La prima critical mass si svolse a San Francisco, con 48 ciclisti; iniziò alle 6 del pomeriggio, il 25 settembre del 1992, anche se l'evento incominciò a essere chiamato critical mass solo dal secondo incontro, venerdì 30 ottobre (con 85 ciclisti). Il suo nome incominciò a essere utilizzato per simili ma indipendenti eventi, che iniziarono a crearsi nel mondo intero più o meno nello stesso periodo. 
Il termine critical mass fu utilizzato da George Bliss mentre visitava la Cina. Bliss notò che in Cina, sia i ciclisti che i motociclisti, si fermavano agli incroci delle strade, fino a che il numero dei componenti della massa non raggiungesse una quantità "critica", al che il gruppo si sarebbe mosso attraverso l'incrocio.
Il termine massa critica è anche utilizzato da sociologi, che sostengono che una rivoluzione sociale sia possibile solo dopo che una quantità "critica" di supporto popolare sia assicurato. Questo modo di pensare riflette il proposito di chi partecipa alla critical, i quali ritengono che la mobilità nelle città possa essere migliorata grazie alle biciclette e ad altri mezzi di trasporto alternativi rispetto al trasporto privato delle automobili. 
La massa critica è spesso definita una "coincidenza organizzata", senza leader, organizzatori, o membri individuati da qualcosa che non sia la loro partecipazione all'evento. Anche il percorso seguito durante la manifestazione viene deciso sul momento, spesso da chi è in testa al gruppo, oppure chiunque abbia una propria idea su un percorso possibile può stampare delle mappe e distribuirle ai partecipanti. Altre volte la decisione del percorso viene presa e condivisa tra più persone subito prima che questa abbia inizio. In questo modo il movimento si spoglia di tutto ciò che è implicato nella creazione di una organizzazione gerarchizzata: nessuna struttura interna, nessun capo, niente politica interna, niente direttive di movimento ecc. Per far esistere una massa critica tutto ciò che serve è che abbastanza persone sappiano della sua esistenza e si incontrino il giorno designato per il raggiungimento della massa critica, per occupare un pezzo di strada, in modo da escluderne i mezzi motorizzati.
Proprio in conseguenza di questa mancanza di gerarchia, è richiesto che ciascun cicloattivista si prenda individualmente la responsabilità dell'evento. In questa ottica, per preservare la compattezza del gruppo, alcune volte dei partecipanti usano una tattica chiamata corking, che consiste nel bloccare le macchine che potrebbero spezzare l'unità della manifestazione, frammentandola. Questo viene ottenuto semplicemente fermandosi con la bicicletta di fronte alle auto, in corrispondenza di incroci, rotonde, o anche semafori (quando una massa critica stia passando anche a semaforo rosso), fino a che tutto il gruppo sia passato. Questo permette anche di salvaguardare la sicurezza dei manifestanti e di limitare gli attriti con i conducenti di mezzi motorizzati.

## Gli "appuntamenti"

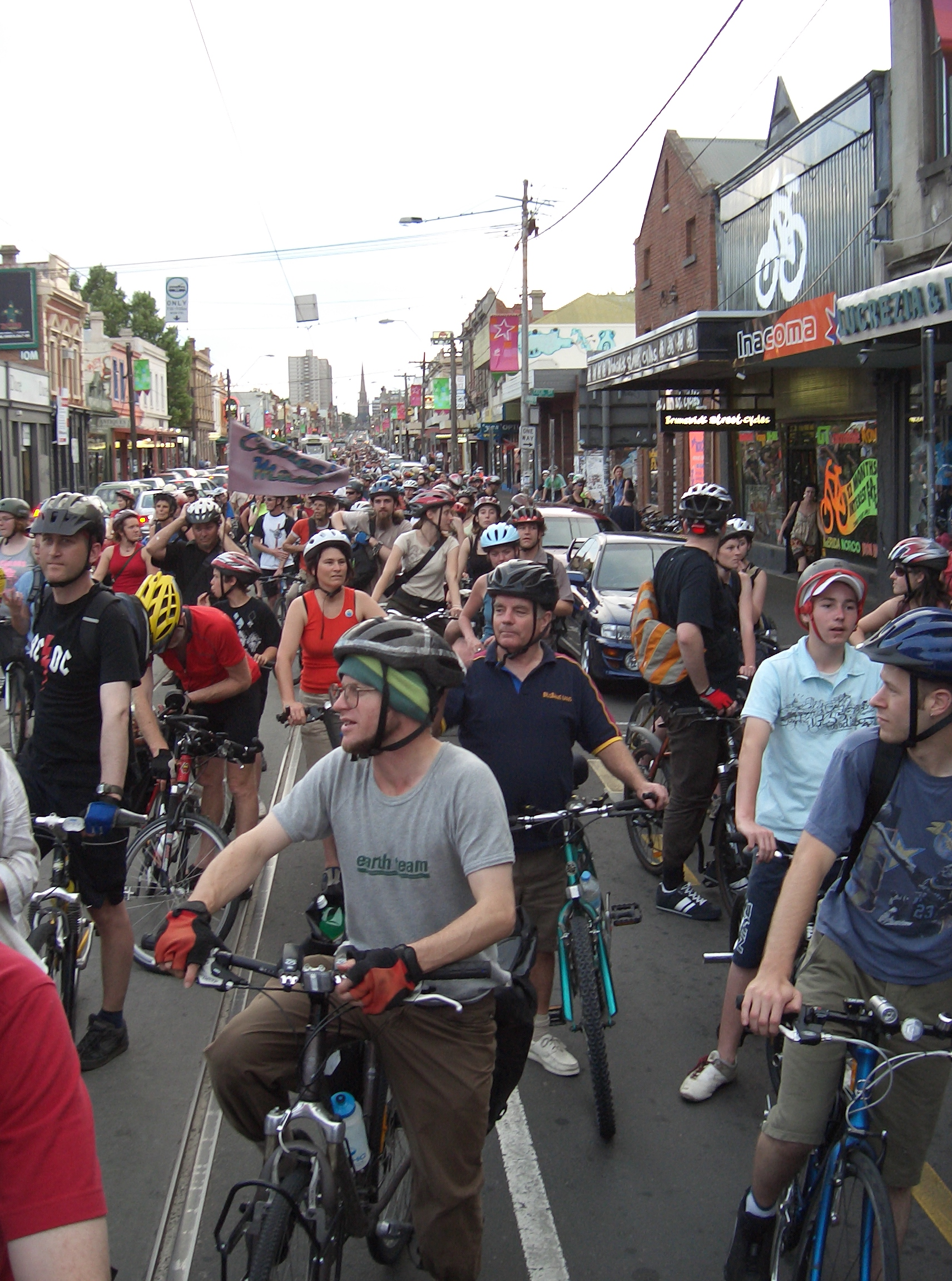
Massa critica a Melbourne, Australia, nel novembre 2005

Gli appuntamenti, tipicamente in luoghi pubblici e ad alta visibilità, sono pubblicizzati mediante affissioni, circuiti di amicizie e di attivismo politico o comunicazioni elettroniche, e hanno tipicamente periodicità mensile o settimanale, con l'obiettivo di diventare appuntamenti fissi nella vita di una città. 
A condizione che si presenti una sufficiente quantità di biciclette nel luogo e all'orario convenuti, queste si mettono in movimento sulle strade urbane formando un blocco compatto, che occupa una o più corsie stradali muovendosi alle velocità tipiche del ciclismo non agonistico (da 10 a 20 km/h). 
Questo spesso basta a bloccare il normale scorrimento del traffico urbano, creando zone di bassa velocità, sicurezza e socialità per i ciclisti. Non sempre le reazioni degli automobilisti agli ingorghi sono favorevoli, a causa degli ingorghi che si formano dietro la massa.

### In Italia
La prima critical mass in Italia è datata 25 settembre 1999, quando un gruppo composto da una ventina di anarchiche e anarchici organizzò la prima pedalata per le strade di Pisa e i primi appuntamenti periodici.
Milano è stata la prima città italiana ad avere un regolare evento critical mass, con cadenza addirittura settimanale, a partire dal giovedì 6 dicembre del 2001. La prima volta erano solo in 6, ma a giugno sono arrivati ad essere più di 200, via via che la voce si diffondeva e la stagione si avviava verso la primavera.
Il 1º giugno 2002 è stata la volta di Roma, con circa 50 persone. I ciclisti romani hanno pedalato a 9 km/h occupando l'intera carreggiata stradale e rispondendo col campanello ai clacson degli automobilisti "arrabbiati". 
Diverse città hanno seguito l'esempio di Milano e Roma: Torino, Bologna, Brescia, Firenze, Cagliari, Pescara, Bari e molte altre.

## Logistica
Il numero minimo di biciclette necessario a formare una massa critica varia a seconda delle dimensioni della città, delle condizioni del traffico, del coraggio dei partecipanti, oscillando tra una e alcune decine. 
Non esiste un numero massimo di ciclisti, ma in caso di masse critiche di grandi dimensioni (alcune migliaia di partecipanti) capita che il gruppo si separi in più tronconi, ciascuno diretto indipendentemente lungo percorsi diversi.
Non vi sono quasi mai percorsi predefiniti, e chi si trova al momento in testa alla massa decide il percorso di volta in volta, tranne in pochi casi in cui le autorità di polizia locale obbligano a definire un percorso per la massa critica. Lasciando il controllo del percorso in mano a chi si trova in testa, a volte capita che il gruppo al comando decida che fino a quel momento si è andati troppo piano o che il percorso è stato troppo facile (a una massa critica può partecipare chiunque, anche bambini o anziani) e costringano tutta la massa a seguire il loro ritmo. In casi simili qualcuno si fa avanti e prova a parlare per convincerli a rallentare o tornare in zone meno difficili. Nel caso la diplomazia non dia risultati, la soluzione migliore adottata dai ciclisti è dividere il gruppo.

## Etica
Ciascun ciclista partecipa alla massa critica con proprie motivazioni, tra cui la voglia di fare un giro in bicicletta, l'impegno ambientalista o per la sicurezza dei ciclisti sulle strade, il gusto anarchico e situazionista dell'atto o la pulsione a creare confusione o conflitto. Questi ultimi sono talvolta protagonisti di episodi di provocazione gratuita a danno degli automobilisti, cosa che può sfociare in insulti o addirittura in manovre pericolose.
Talvolta la pratica della massa critica entra in conflitto con le regole della circolazione stradale, pedalando affiancati anziché incolonnati o ostruendo volontariamente e illecitamente il percorso agli altri mezzi di trasporto che cercano di attraversare un incrocio, in modo tale da privilegiare la continuità della massa anche a semaforo rosso. Ciascun partecipante è responsabile a titolo personale dei propri atti, e quindi decide autonomamente se e quali norme violare. Approfittare della "forza del branco" per lasciarsi andare a provocazioni o vandalismi gratuiti non è generalmente ben visto dalla maggior parte dei partecipanti.
Normalmente, in caso di difficoltà meccaniche, diverbi con automobilisti o interventi dell'autorità, i ciclisti sono solidali tra di loro e almeno qualcuno si ferma a dare appoggio.
Vista la mancanza di organizzazione formale, di leader riconosciuti, di percorsi predefiniti, la massa critica non viene equiparata ad una manifestazione organizzata e questo mette spesso in difficoltà le autorità che non hanno un referente preciso a cui rivolgersi e non perseguono i singoli ciclisti per le loro infrazioni, se presenti, salvo casi di particolare gravità, anche per la difficoltà di isolare eventuali responsabili dal resto del gruppo.
Il fine ultimo di queste biciclettate per la città è comunque quello di essere ogni tanto in compagnia a pedalare nella propria città (tutti i giorni soli e una volta al mese insieme), in quanto normalmente la situazione dei ciclisti urbani in mezzo al traffico è a volte rischiosa.

## Filmografia
- Francesco D. Ciani, Federico Gallo. Live Bicycle, la bicicletta come stile di vita, (Ita, 2006 - Col/Bn 55 minuti) www.livebicycle.com
- B-Bunker. B:Cycle - La Rivoluzione a Pedali, (Ita, 2006 - Col/Bn 18 minuti)
- Roberto Spellucci. Critical mass interplanetaria 2007, (Ita, 2007 - Col 11 minuti)
- Ted White. Critical Mass (noi non blocchiamo il traffico) Noi siamo il traffico!, Shake Ed., (USA, 1999 - col 50 minuti).
- ¡Mosquito!. Spot Critical Mass, (Ita, 2009 - Col 33 secondi)